# Rechtsprechung
Unter Rechtsprechung (selten Rechtssprechung) versteht man im Rahmen der Rechtspflege die von der Judikative ausgehende Judikatur.

## Allgemeines
Der Jurist Karl August Bettermann verstand unter Rechtsprechung „für Recht erkennen, entscheiden, was rechtens ist“. Danach ist jede staatliche Entscheidung von Rechtsstreitigkeiten durch einen am Streitgegenstand Unbeteiligten als Rechtsprechung anzusehen. Der rechtsprechende Staat wird nicht von Amts wegen tätig, sondern nur auf Antrag eines Beteiligten (lateinisch ne eat iudex ex officio, „wo kein Kläger, da kein Richter“). Die Missachtung vorhandener Rechtsnormen löst Gerichtsprozesse aus, wenn im Privatrecht ein Kläger und Beklagter einen Rechtsstreit beginnen oder im Strafrecht eine Anklage wegen Strafbarkeit erfolgt. Formell-rechtlich bilden die hieraus resultierenden Urteile den Kern der Rechtsprechung. Diese Urteile wiederum ändern materielles Recht.
Die rechtsprechende Tätigkeit eines Richters erschöpft sich nicht in der Subsumtion eines konkreten Sachverhalts unter einen bestimmten Rechtssatz, sondern in einer auf den Entscheidungsgegenstand („Sache“) bezogenen, vergegenwärtigten Konkretisierung einschlägiger, aber meist abstrakter Rechtsnormen.

## Rechtsprechung zum Begriff
Die Gerichte müssten sich mit dem Begriff der Rechtsprechung aus eigener Tätigkeit am besten auskennen. Denn Rechtsprechung ist das Bemühen der Gerichte, dem Regelwerk einer Gesellschaft Geltung zu verschaffen. Das Reichsgericht (RG) verstand im Januar 1924 unter Rechtsprechung die Gesamtheit der den Gerichten zugewiesenen Aufgaben. Diese Definition erwies sich später als zu weit, so dass das Bundesverfassungsgericht (BVerfG) im Juni 1967 zunächst eine einschränkende materielle Definition einführte. Der Begriff der rechtsprechenden Gewalt wird maßgeblich nämlich von der konkreten sachlichen Tätigkeit her materiell bestimmt. Um Rechtsprechung in einem materiellen Sinn handelt es sich, wenn bestimmte hoheitsrechtliche Befugnisse bereits durch die Verfassung Richtern zugewiesen sind oder es sich von der Sache her um einen traditionellen Kernbereich der Rechtsprechung handelt. Im Dezember 2000 ergänzte das BVerfG diese materielle Definition um eine funktionelle: „In funktioneller Hinsicht handelt es sich um Rechtsprechung, wenn der Gesetzgeber ein gerichtsförmiges Verfahren hoheitlicher Streitbeilegung vorsieht und den dort zu treffenden Entscheidungen eine Rechtswirkung verleiht, die nur unabhängige Gerichte herbeiführen können“. Das Grundgesetz (GG) versteht unter Rechtsprechung materiell die verbindliche Entscheidung von Einzelfällen im Wege der Rechtsanwendung in einem gesetzlich geregelten Verfahren durch unbeteiligte, unparteiische, unabhängige und mit staatlicher Macht ausgestattete Richter (Art. 92, Art. 97 Abs. 1 GG). Sie erzeugen Richterrecht, das nicht von der Legislative, sondern von der Judikative stammt.

## Judikative
Die rechtsprechende Gewalt (Judikative) ist nach Art. 92 GG den Richtern anvertraut. Richter sind unabhängig und nur dem Gesetz unterworfen (Art. 97 Abs. 1 GG, § 1 GVG, § 25 DRiG). Aufgabe der Richter ist die Rechtsprechung, die wiederum an Gesetz und Recht gebunden ist (Art. 20 Abs. 3 GG). Die richterliche Unabhängigkeit stellt es dem Richter frei, die bisherige Rechtsprechung anderer Gerichte im Rahmen der Subsumtion zu einem bestimmten Fall zu berücksichtigen oder nicht. Selbst „höchstrichterliche Urteile sind kein Gesetzesrecht und erzeugen keine damit vergleichbare Rechtsbindung“, urteilte das Bundesverfassungsgericht. Denn durch das Abweichen von einer früher vertretenen Rechtsansicht verstößt der Richter grundsätzlich nicht gegen Art. 20 Abs. 3 GG. Gleichwohl beachten Richter die auf einen Fall zutreffende Rechtsprechung insbesondere der obersten Gerichte. In Deutschland sprechen das Bundesverfassungsgericht (Art. 93 und Art. 94 GG), die Verfassungsgerichte der Länder und die Gerichte des Bundes und der Länder in den verschiedenen Gerichtszweigen (Gerichtsbarkeiten) nach Art. 95 GG Recht.

## Abgrenzung
Was alles zur Rechtsprechung gehört und was nicht, ist durch Rechtsnormen nicht immer eindeutig geregelt. Nicht jede Gerichts- oder Richtertätigkeit ist Rechtsprechung. Von der Ausübung rechtsprechender Gewalt kann in organisationsrechtlicher Betrachtung nicht schon dann gesprochen werden, wenn ein staatliches Gremium mit unabhängigen Richtern im Sinne der Art. 92 ff. GG besetzt ist. Es gibt auch Rechtsgebiete, deren Zuordnung zur Rechtsprechung umstritten ist. So besaßen die Finanzämter früher die Befugnis, bei allen Steuervergehen Strafen festzusetzen. Dazu entschied das Bundesverfassungsgericht im Juni 1967, dass die Verhängung von Kriminalstrafen die Ausübung rechtsprechender Gewalt im Sinne des Art. 92 GG darstelle. Nach dieser Vorschrift könnten nur Richter Kriminalstrafen verhängen. Die damaligen Vorschriften der Reichsabgabenordnung (RAO), welche die Finanzbehörden zur Ahndung von Steuerstraftaten ermächtigten, seien deshalb mit dem Grundgesetz nicht vereinbar. Die früheren Strafbefugnisse und Strafbescheide der Finanzämter (§§ 410, 412 Abs. 1 RAO 1919; §§ 445, 447 Abs. 1 RAO 1931) und damit auch die Unterwerfungsverhandlung vor ihnen verletzten das Recht der Beschwerdeführer auf den gesetzlichen Richter. Auch Verwaltungsakte sind keine Rechtsprechung, weil die erlassende Behörde als Partei beteiligt ist. Die nicht zur Rechtsprechung gehörenden Aufgaben heißen häufig „funktionelle Rechtsprechung“ oder neuerdings „Rechtsfürsorge“.
Zum traditionellen Kernbereich der Rechtsprechung gehören jedenfalls die bürgerliche Rechtspflege und die Strafgerichtsbarkeit. Mag auch die exakte Grenzziehung in Einzelfällen schwierig sein, so kann doch nicht bezweifelt werden, dass der Verfassungsgeber die traditionellen Kernbereiche der Rechtsprechung der rechtsprechenden Gewalt zugerechnet hat, auch wenn sie im GG nicht besonderes aufgeführt sind.

## Auswirkungen der Rechtsprechung
Es ist Aufgabe der Rechtsprechung, Rechtsunsicherheit durch Rechtskraft zu beheben. Die Rechtsprechung findet durch Urteile statt, die materielles Recht ändern. Die auf den Einzelfall bezogene Rechtsprechung kann in einem Rechtsgebiet zu einer unübersichtlich werdenden Kasuistik führen. So tragen – sich teilweise widersprechende – Urteile von Amtsgerichten etwa im Mietrecht bei der Mietminderung zur Rechtsunsicherheit bei. Mit Rechtsprechung ist oft eine Rechtsfortbildung verbunden, mit der Regelungslücken geschlossen und nicht abschließende Rechtsnormen weiter entwickelt werden können.

## Häufige Attribute zur Rechtsprechung
In der Rechtswissenschaft wird die Rechtsprechung häufig mit drei Attributen versehen, und zwar der durch oberinstanzliche Gerichte ausgesprochenen höchstrichterlichen Rechtsprechung, die oft zu einer bestimmten Rechtsfrage durch ständige Rechtsprechung dauerhaft die gleiche Rechtsauffassung vertritt (vgl. herrschende Meinung), sowie durch gefestigte und ständige Rechtsprechung.

### Gefestigte Rechtsprechung
Unter gefestigter Rechtsprechung versteht man die feststehende Ansicht der Richter in dem jeweils zuständigen Gerichtszweig, die noch nicht als ständige Rechtsprechung eingestuft werden kann.
Eine Klage, die der gefestigten Rechtsprechung nicht entspricht, sondern auf der gegenteiligen Meinung aufbaut, wird daher meist erfolglos bleiben. Aus Haftungsgründen wird ein Anwalt eine solche Klage in der Regel nicht erheben, ohne seinen Mandanten vorher auf die mit der Klage verbundenen Risiken hinzuweisen. Entscheidend ist dabei im Grunde jedoch nur die Ansicht derjenigen Richter, die in der letzten Instanz zuständig sind, da deren Urteile nicht mehr mit Rechtsmitteln angegriffen werden können. Auf die Ansicht der Untergerichte kommt es jedoch dann an, wenn bei geringen Streitwerten wegen der Kosten nicht davon auszugehen ist, dass ein Rechtsmittel eingelegt wird, oder dies nicht möglich ist.
Der BGH ändert seine gefestigte Rechtsprechung relativ selten. So konnten die Schenkungen von Eltern an ihre verheirateten Schwiegerkinder bis 2010 nicht zurückgefordert werden, weil sie nach der bis dahin geltenden Rechtsprechung des BGH im Rahmen des Zugewinnausgleichs zwischen den Ehegatten bei Ehescheidung ausgeglichen werden mussten. Hierdurch wurde der Rückgriff der Schwiegereltern durch gefestigte höchstrichterliche Rechtsprechung ausgeschlossen. Mit Urteil vom 3. Februar 2010 hatte jedoch der BGH seine bisherige gefestigte Rechtsprechung hierzu aufgegeben und entschieden, dass Schwiegereltern nach der Ehescheidung der Kinder die während der Ehezeit an das Schwiegerkind gezahlten Geldbeträge zurückverlangen können, weil die Geschäftsgrundlage der Schenkung die Lebensgemeinschaft zwischen Tochter und Schwiegersohn sei und diese Grundlage nach dem Scheitern der Ehe nicht mehr bestehe.

### Ständige Rechtsprechung
Ständige Rechtsprechung (kurz st. Rspr. oder ständ. Rspr.) ist ein vom Bundesgerichtshof (BGH) geprägter Begriff, der anzeigen soll, dass die höchste deutsche Instanz zu einer bestimmten Rechtsfrage dauerhaft die gleiche Rechtsauffassung vertreten hat. Ob der BGH an dieser konstanten rechtlichen Beurteilung auch künftig festhalten wird, ist jedoch unsicher. Denn durch das Abweichen von einer früher vertretenen Rechtsansicht verstößt der Richter grundsätzlich nicht gegen Art. 20 Abs. 3 GG. „Gerichtliche Entscheidungen, die die Wirksamkeit eines Rechtsgeschäfts betreffen, wirken schon ihrer Natur nach auf einen in der Vergangenheit liegenden, noch nicht abgeschlossenen Sachverhalt ein. Diese sogenannte unechte Rückwirkung ist, ebenso wie bei gesetzlichen Vorschriften, grundsätzlich zulässig.“
Jedoch ergeben sich Schranken aus dem rechtsstaatlichen Prinzip der Rechtssicherheit, welche für den Bürger in erster Linie Vertrauensschutz bedeutet. Durfte die betroffene Partei mit der Fortgeltung der bisherigen Rechtslage rechnen und verdient dieses Vertrauen bei einer Abwägung der gegenläufigen Interessen der Beteiligten sowie der Belange der Allgemeinheit den Vorzug, greift die Rückwirkung in rechtlich geschützte Positionen ein.
Wegen der richtungweisenden Bedeutung, die höchstrichterlichen Entscheidungen für die Rechtswirklichkeit zukommt, hat sich ein Rechtsanwalt bei der Wahrnehmung eines Mandats grundsätzlich an dieser Rechtsprechung auszurichten. Er darf in der Regel auf ihren Fortbestand vertrauen. Dies gilt insbesondere in den Fällen einer gefestigten höchstrichterlichen Rechtsprechung, weil von einer solchen nur in besonderen Ausnahmefällen abgegangen zu werden pflegt. Auch entgegenstehende Judikatur von Instanzgerichten und abweichende Stimmen im Schrifttum verpflichten den Rechtsanwalt dann regelmäßig nicht, bei der Wahrnehmung seiner Aufgabe die abweichende Meinung zu berücksichtigen.
Auf einen Vertrauenstatbestand, der die mit einer Änderung der höchstrichterlichen Rechtsprechung verbundenen Folgen ausnahmsweise auf eine Wirkung für die Zukunft begrenzt, kann sich jedoch niemand berufen. Weicht der BGH von seiner bisherigen ständigen Rechtsprechung ab, so verdeutlicht er dies in seinen Urteilen mit dem Zusatz, dass er „an der bisherigen Auffassung ausdrücklich nicht mehr festhält…“. So hatte der BGH – auch trotz heftiger Kritik des Schrifttums – bis 1992 an seiner Rechtsprechung zur Haftung vermögensloser und finanziell überforderter Bürgen für die Schulden Dritter festgehalten und dies mit der Warnfunktion der gesetzlich vorgesehenen Schriftform begründet (Formerfordernis). Eine dem Bürgen günstige Änderung dieser Rechtsprechung setzte für die Öffentlichkeit erkennbar erst nach dem Beschluss des BVerfG vom 19. Oktober 1993 ein. Darin wurden die Zivilgerichte aufgefordert, den Aspekt der Sittenwidrigkeit derartiger Bürgschaften stärker zu gewichten. Das Verfassungsgericht hat damit ausschließlich einen verfassungsrechtlichen Fehler allgemeiner Art bei der dem BGH im konkreten Fall obliegenden rechtlichen Subsumtion beanstandet und darauf hingewiesen, die Gerichte müssten in solchen Fällen klären, ob die vertragliche Regelung eine Folge strukturell ungleicher Verhandlungsstärke sei, „und gegebenenfalls im Rahmen der Generalklauseln des geltenden Zivilrechts korrigierend eingreifen. Wie sie dabei zu verfahren haben und zu welchem Ergebnis sie gelangen müssen, ist in erster Linie eine Frage des einfachen Rechts, dem die Verfassung einen weiten Spielraum lässt“. Deshalb war es in der Folge zu einer völligen Umkehr der BGH-Rechtsprechung gekommen.
Wenn dagegen Richter an einem obersten Bundesgericht ihre Ansicht ändern, obwohl kein Fall vorliegt, bei dem es darauf ankäme, nehmen sie in ihre Urteilsbegründung häufig ein obiter dictum (deutsch „nebenbei Gesagtes“) auf, eine von einem Gericht geäußerte Rechtsansicht, welche die gefällte Entscheidung nicht trägt, sondern die nur aus gebotenem Anlass ergänzt wurde.

## International
International besteht in den EU-Mitgliedstaaten Gewaltenteilung, so dass dort überall die unabhängige Rechtsprechung den Gerichten überlassen ist. In der Europäischen Union wird institutionell die Rechtsprechung vom Europäischen Gerichtshof (EuGH) und vom Gericht erster Instanz der Europäischen Gemeinschaften (EuG) ausgeübt.

## Deutschsprachiger Raum
- In Österreich
- In der Schweiz